# 布桑加島

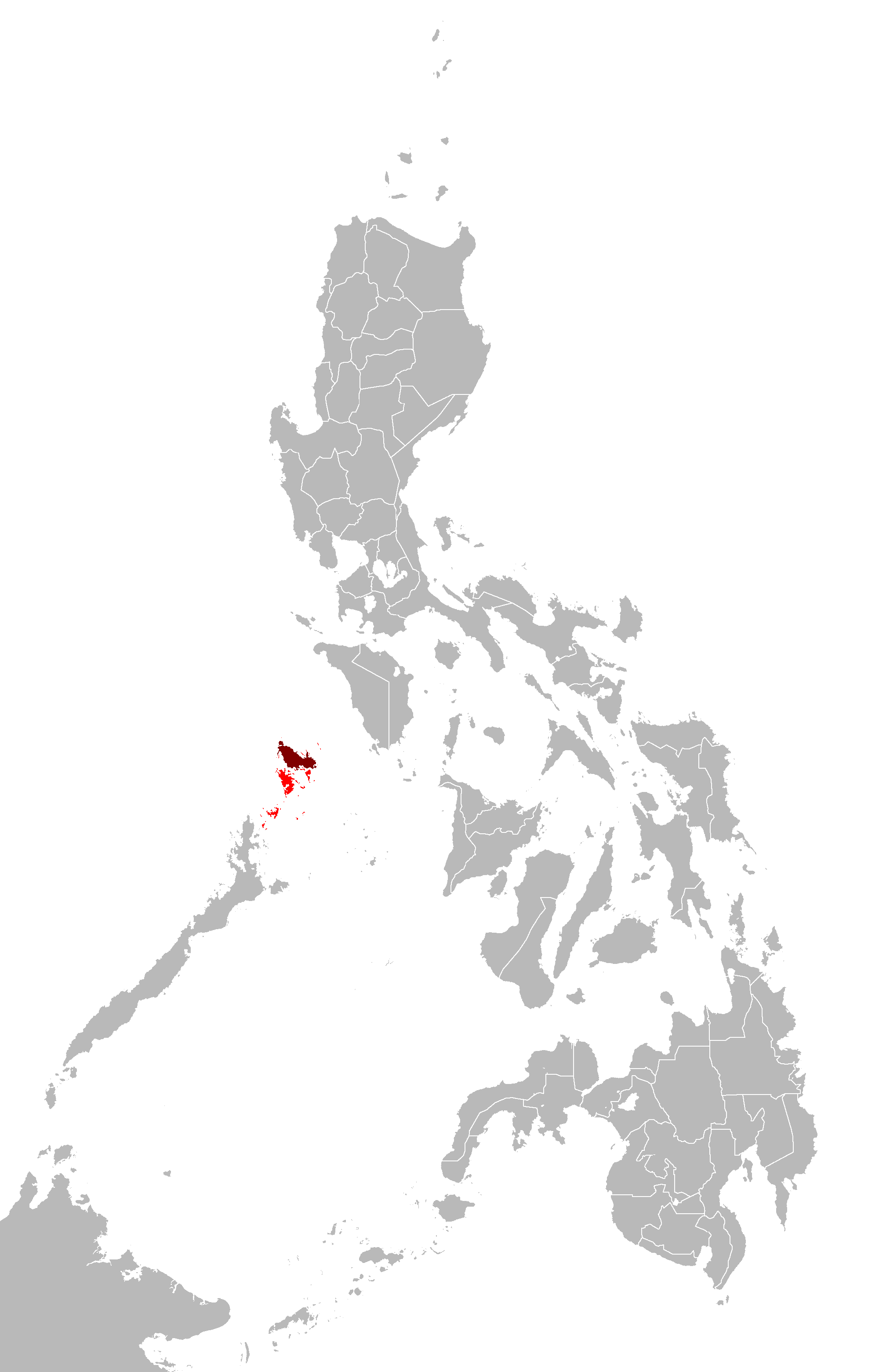

布桑加島是菲律賓的島嶼，位於該國東部蘇祿海，由巴拉望省負責管轄，長64.5公里、寬26公里，面積890平方公里，最高點海拔高度640米，2007年人口56,500。

## 外部連結
- Images from a dive trip to Coron, Busuanga in April 2006 （页面存档备份，存于）

12°06′12″N 120°05′01″E / 12.10333°N 120.08361°E